# Ksawera (Będzin)
Ksawera – dzielnica robotnicza Będzina, powstała wokół kopalni węgla kamiennego.

## Wiadomości ogólne
Położona jest we wschodniej części miasta. Od wschodu graniczy z Dąbrową Górniczą, od południa i zachodu z dzielnicą Warpie, od północnego wschodu z Brzozowicą, od północy z Łagiszą (Bory).
Historycznie w skład Ksawery wchodzą także: Koszelew (zabudowania robotnicze przy ob. ul. Koszelew – starej drodze do Dąbrowy Górniczej) i Zielona (północna część dzielnicy pomiędzy potokiem Pogoria, Czarną Przemszą a granicą z Dąbrową Górniczą). Łączna powierzchnia – 172 ha i niespełna 6 tys. mieszkańców.
Dzielnica zabudowana jest głównie niskimi czteropiętrowymi blokami (budowanymi głównie dla pracowników sąsiedniej kopalni „Paryż” w Dąbrowie Górniczej) i domkami jednorodzinnymi.
Na terenach pokopalnianych wznoszone jest stylowe osiedle domków jednorodzinnych Podskarpie.
Znajduje się tu przystanek kolejowy Będzin Ksawera (na trasie Katowice – Częstochowa).
Przy ul. Wisławy Szymborskiej znajduje się Szkoła Podstawowa nr 4 im. Stanisława Staszica z nowoczesną halą sportową oraz nowoczesnym wielofunkcyjnym boiskiem sportowym z bieżnią na tyłach budynku hali.
Czynna jest także kryta pływalnia przy ul. Siemońskiej.
Wiosną 2009 r. otwarto przy al. Kołłątaja nowo wybudowany pawilon handlowy „Netto”.
W 2012 roku oddano do użytku nowo powstały pawilon „Biedronka” przy ulicy Żwirki i Wigury (na terenie byłego parkingu strzeżonego oraz targowiska) w sąsiedztwie hurtowni „Adeks"

## Historia

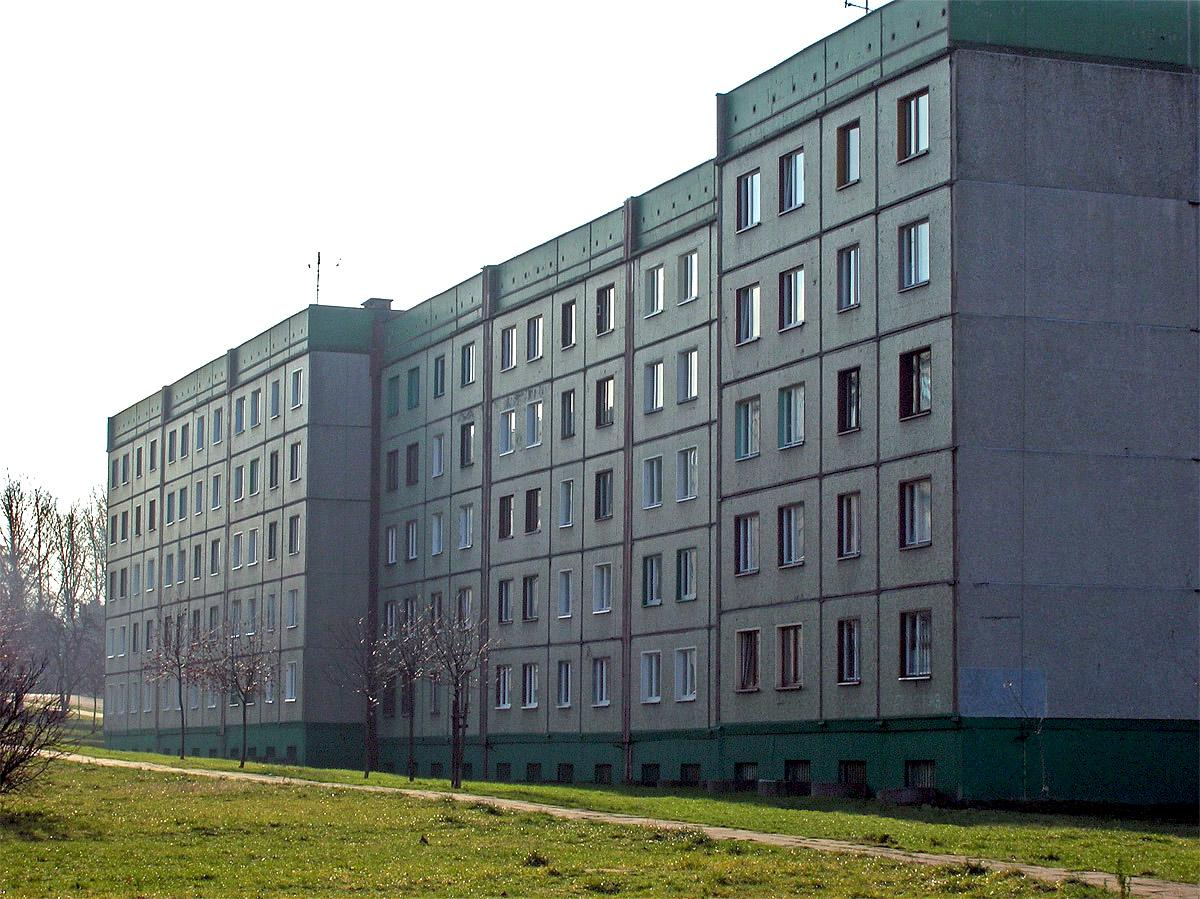
Blok mieszkalny z wielkiej płyty w Ksawerze, około 2007 r.

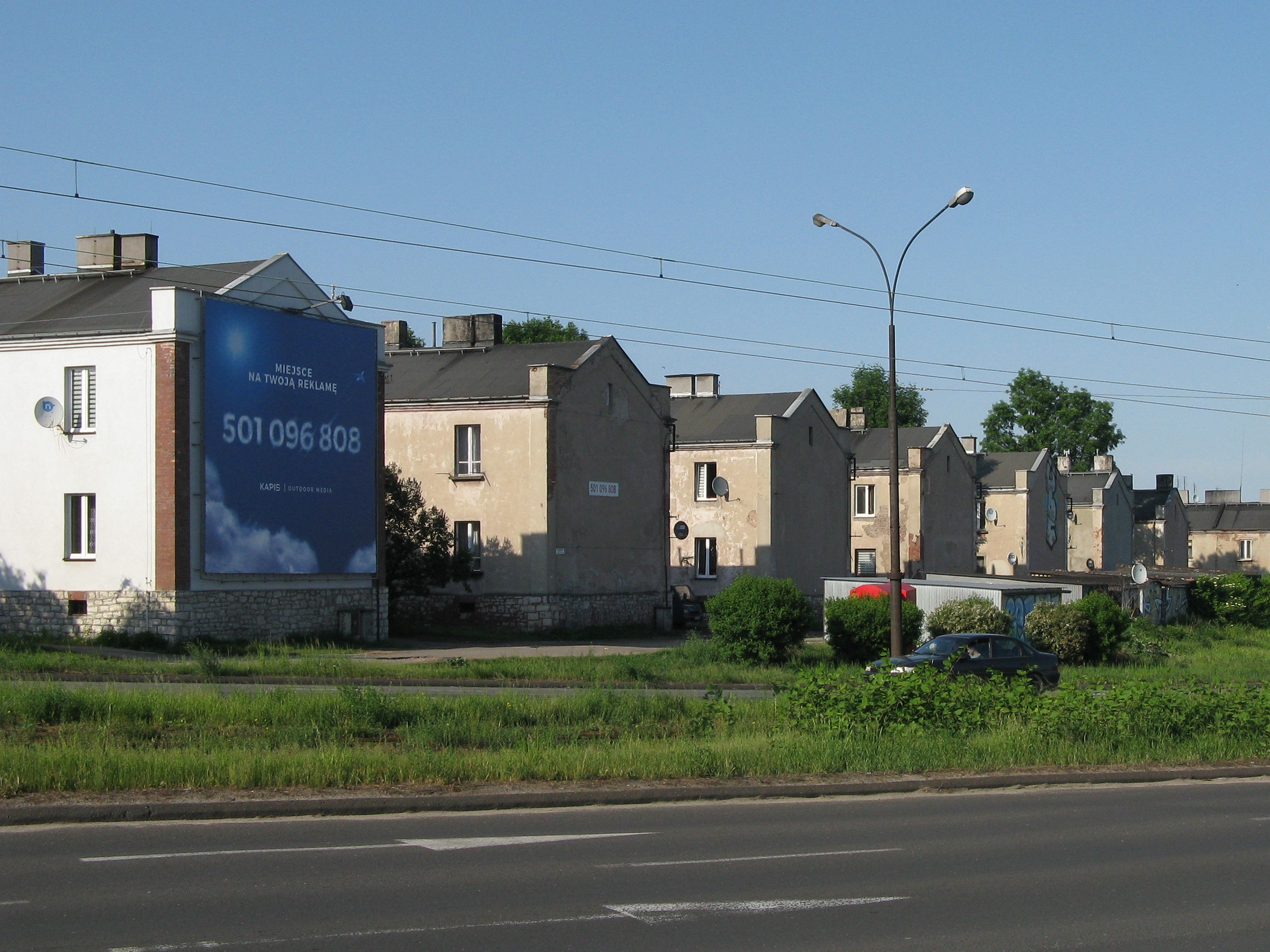
Zabudowa mieszkalna przy ulicy Koszelew w 2018 roku

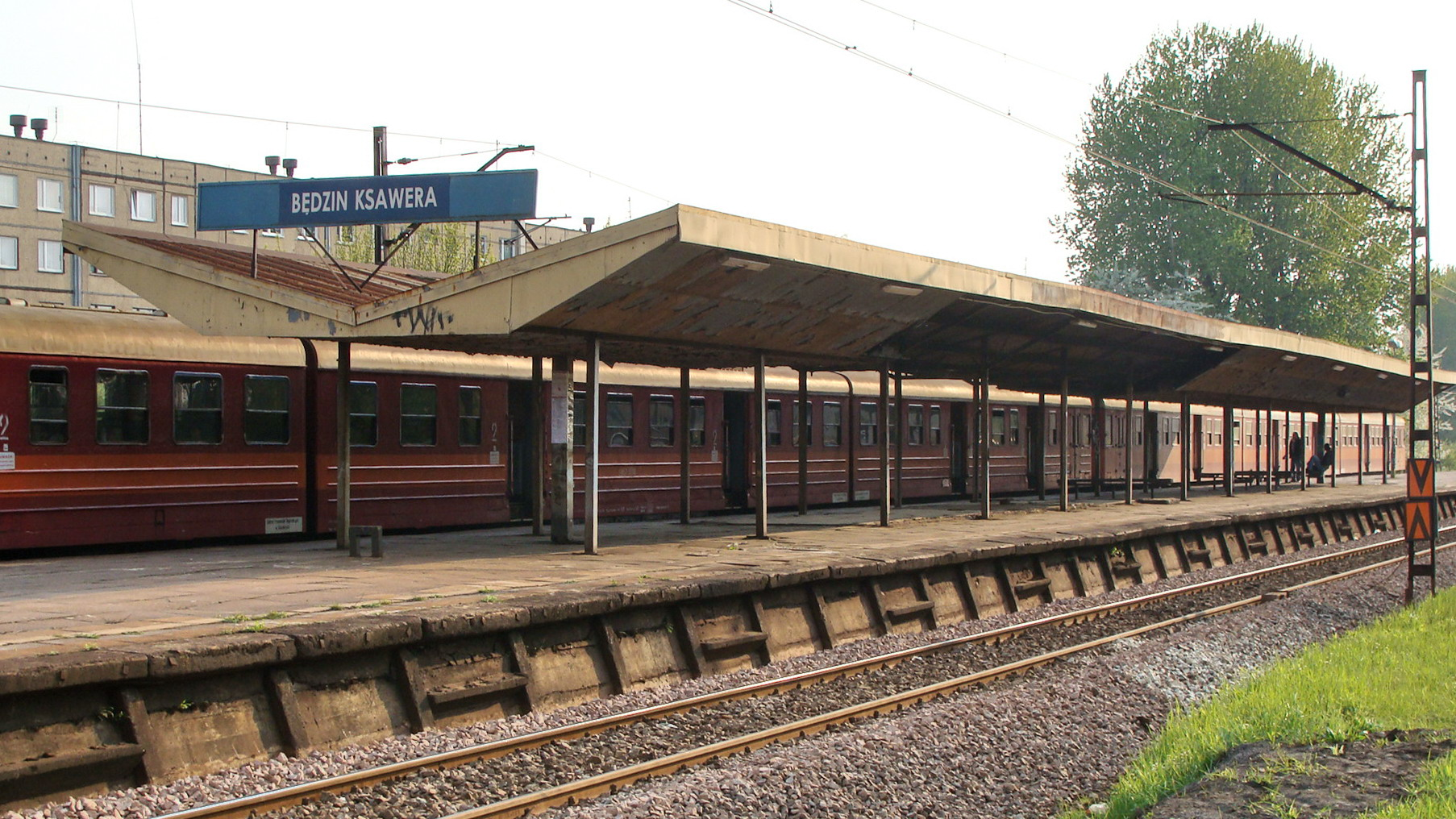
Stacja kolejowa Będzin Ksawera w 2008 roku

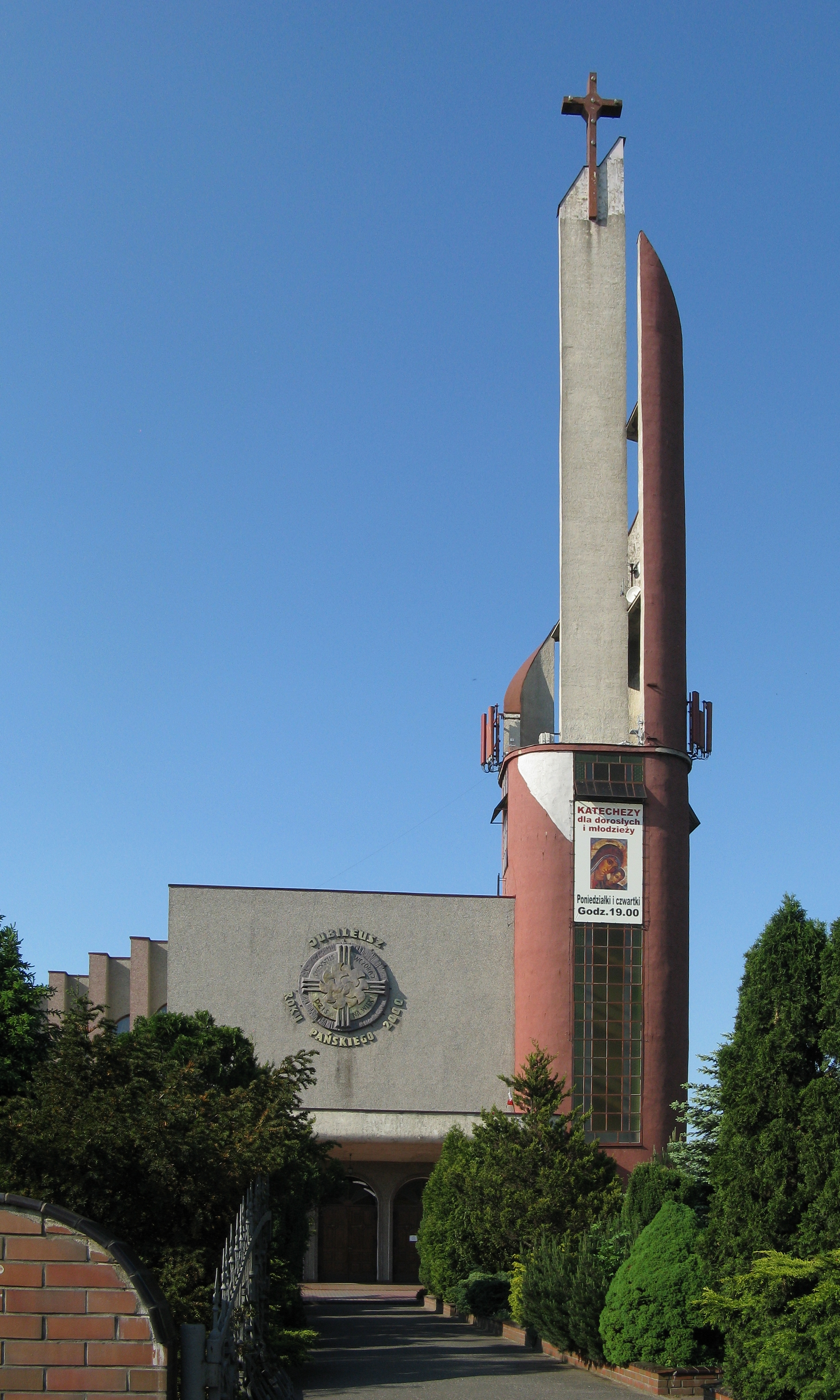
Kościół Najświętszego Serca Pana Jezusa w 2018 roku

Powstanie osady (kolonii robotniczej) Ksawera jest ściśle związane z rozwojem górnictwa węglowego w Zagłębiu Dąbrowskim. Kolonia górnicza powstała po roku 1832 przy szybko rozrastającej się (od 1825) kopalni „Ksawery” (rejon dzisiejszej ulicy Staszica oraz Nowa Kolonia w rejonie dzisiejszej ul. Siemońskiej). Nazwana została tak na cześć znanego reformatora polskiego przemysłu Ksawerego Druckiego Lubeckiego. Jednak później okoliczna ludność zmieniła nazwę kopalni i rodzącej się osady na „Ksawera”. Kopalnia została założona przez Józefa Patrycjusza Cieszkowskiego i początkowo była eksploatowana metodą odkrywkową. Dopiero w 1875 r. po budowie szybu „Koszelew” (od nazwiska rosyjskiego dygnitarza) stan ten uległ zmianie i rozpoczęto budowę kopalni z prawdziwego zdarzenia, jednocześnie zmieniając jej nazwę taką samą, jak nowy szyb. Dzięki temu część dzielnicy (kolonia) położonej wzdłuż drogi biegnącej z Będzina do Dąbrowy Górniczej nazywana jest Koszelewem (dziś ulica Koszelew). Sama kopalnia pod koniec XIX wieku została połączona z powstałą na terenie Dąbrowy Górniczej kopalnią „Paryż”. Część zabudowań kopalni "Koszelew" zachowała się do dziś u zbiegu Alei Kołłątaja i ulicy Koszelew.
Kolonia Ksawera powstała na terenie Gminy Olkusko-Siewierskiej, od 1865 r. należała do Gminy Osad Górniczych, od 1874 r. wchodziła w skład Gminy Górniczej w powiecie będzińskim guberni piotrkowskiej, a od 1909 r. w skład gminy wiejskiej Dąbrowa Górnicza.
W 1852 r. Ksawera liczyła już 116 domów i 613 mieszkańców. Szybko rozrastająca się osada w naturalny sposób ciążyła do pobliskiej Dąbrowy Górniczej i kiedy 18 sierpnia 1916 r. otrzymała prawa miejskie, obie miejscowości znalazły się w jej granicach (Dąbrowa wraz z Ksawerą i Warpiem od stycznia 1915 r. znajdowała się w austriackiej, a Będzin niemieckiej strefie okupacyjnej). W 1921 r. władze miejskie Będzina postulowały odłączenie od Dąbrowy kolonii Ksawera i Koszelew, liczących prawie 10 tys. mieszkańców. Urząd Wojewódzki w Kielcach postulat ten popierał, m.in. ze względów narodowościowych - obniżenie udziału ludności żydowskiej. 20 kwietnia 1923 r. Ksawerę oraz Warpie przyłączono do Będzin.
W granicach Będzina znalazła się kopalnia „Koszelew”. natomiast przy Dąbrowie pozostała kopalnia „Paryż” i jej odkrywka.
Na Ksawerze przy ob. ul. Cynkowej 16 grudnia 1899 r. urodził się gen. Aleksander Zawadzki - działacz komunistyczny, wojewoda śląsko-dąbrowski, przewodniczący Rady Państwa.

## Komunikacja
W dzielnicy znajduje się przystanek kolejowy Będzin Ksawera obsługujący pociągi Kolei Śląskich i regularne połączenia między Gliwicami a Dąbrową Górniczą (przez m.in. Sosnowiec, Katowice czy Rudę Śląską).
Przez Ksawerę jeżdżą obecnie trzy linie autobusowe: 27, 28 oraz 260, które zapewniają połączenie z Sosnowcem, Dąbrową Górniczą, Czeladzią, Siemianowicami Śląskimi i Katowicami. Linię 928 zawieszono. Kiedyś także przez krótki okres linia 25 która powstała w wyniku likwidacji linii tramwajowej o tym samym numerze startującej przy dawnej kopalni „Paryż"
Autobusy obsługują kolejno przystanki (w stronę Dąbrowy Górniczej): 
- Ksawera Kościół
- Ksawera Staszica
- Ksawera Szymborskiej
- Ksawera Siemońska (na żądanie)
- Koszelew Kościół

## Osiedle Podskarpie
Podskarpie – będące w budowie stylowe osiedle domków jednorodzinnych. Obejmuje ponad 140 domów, położonych na obszarze 12 ha terenów pokopalnianych. Opiera się na 16 niepowtarzalnych rozwiązaniach architektonicznych, zaprojektowanych wyłącznie na potrzeby osiedla. Powstały w Pracowni Architektonicznej „Atelier” Andrzeja Kabata z Katowic na zlecenie głównego inwestora – ZPMW „Dąbrowa” sp.z o.o. Poszukując nowych kierunków rozwoju „Dąbrowa” postanowiła przeznaczyć część terenów będących jej własnością, pod stworzenie osiedla spełniającego najwyższe wymogi zarówno pod względem estetyki, jak funkcjonalności i bezpieczeństwa. Osiedle odznacza się dużą różnorodnością rozwiązań architektonicznych: od zabudowy szeregowej, przez bliźniaczą aż do efektownych domów wolnostojących. Wykonawcą jest „Ekobud – W” sp. z o.o. z Dąbrowy Górniczej.
Nie bez znaczenia dla inwestora była również odpowiednia lokalizacja przy głównym trakcie komunikacyjnym łączącym centra miast: Będzina i Dąbrowy Górniczej (5 min środkami komunikacji miejskiej) (trasa Wrocław – Kraków). Jednak ze względu na ukształtowanie terenu i pas zieleni nie odczuwa się zgiełku i szumu aglomeracji miejskiej. Odległość do centrum handlowego M1 w Czeladzi – 5 min, Katowice – 15 min trasą szybkiego ruchu.

## Parafie rzymskokatolickie
- Parafia św. Barbary DM (ul. Koszelew 1) – erygowana została 1 września 1938 i ponownie (po zmianie wezwania i sieziby w 1987 r.) w 1989 r. Jest jedną z najmniejszych parafii w diecezji sosnowieckiej – liczy około 1500 mieszkańców Koszelewa i osiedla Podskarpie. Proboszczem jest ks. Stanisław Sarowski. Kaplica św. Barbary została urządzona w budynku zbornym i biurowym dawnej kopalni „Paryż”, wybudowanym w 1890 r. przez Towarzystwo Włosko-Francuskie. W 1938 r. został on przystosowany do celów liturgicznych i służył jako kaplica, którą poświęcił biskup Teodor Kubina w 1935 r. Od momentu erygowania parafii kaplica służy jako świątynia parafialna. W 1982 r. parafianie przystąpili do budowy nowego kościoła przy al. Kołłątaja. Ówczesny administrator, ks. Władysław Barnaś, miał otrzymać zezwolenie na nową świątynię pod warunkiem zburzenia kaplicy św. Barbary po wybudowaniu nowej. Do tego jednak nie doszło. Nowy kościół pw. Najświętszego Serca Pana Jezusa został wzniesiony, a stara kaplica ocalała. Biskup Stanisław Nowak zmienił tytuł parafii i powstającej świątyni, erygując parafię Najświętszego Serca Pana Jezusa dekretem z 5 października 1987 r. Kościół św. Barbary został kościołem rektorskim. Ponownie, przy dotychczasowej kaplicy św. Barbary bp Nowak dekretem z 19 czerwca 1989 r. erygował parafię św. Barbary. W 2007 r. do kościoła sprowadzono relikwie patronów Polski: św. Stanisława biskupa, św. Andrzeja Boboli i św. Wojciecha. Rok później Dekretem Kongregacji ds. Kultu Bożego i Dyscypliny Sakramentów pozwolono na koronację obrazu Matki Bożej Częstochowskiej, znajdującego się w świątyni. Korony pobłogosławił osobiście papież Benedykt XVI. W dokumentacji przesłanej do Watykanu, która przyczyniła się do wydania dekretu znalazły się świadectwa wiernych, w tym przypadki uzdrowień i cudownego ocalenia górników z zalanej podczas katastrofy w 1969 r. Kopalni „Gen. Zawadzki”. Uroczystość wyznaczono na 25 X 2008 r., ale w związku ze śmiercią biskupa Adama Śmigielskiego została ona przełożona. Uroczysta koronacja z udziałem pielgrzymów z różnych części Polski, a nawet zakonnika z Madagaskaru odbyła się 1 czerwca 2009 r. o godzinie 18.00. Uroczystościom przewodniczył biskup ordynariusz diecezji sosnowieckiej Grzegorz Kaszak. Cudowny wizerunek Matki Bożej z kościoła św. Barbary nazywany jest przez wiernych Matką Bożą Będzińską. Kolejnym historycznym wydarzeniem było nadanie przez Penitencjarię Apostolską w imieniu papieża Benedykta XVI kościołowi szczególnej rangi. Od 31 stycznia 2010 r. świątynia jest związana z rzymską bazyliką papieską Santa Maria Maggiore. Dzięki temu pielgrzymi otrzymują tu m.in. takie same odpusty, jak pątnicy przybywający do tej rzymskiej bazyliki.

- Parafia Najświętszego Serca Pana Jezusa została erygowana 5 października 1987 w miejsce parafii św. Barbary. Liczy 9,3 tys. wiernych. Kościół przy al. Kołłątaja został konsekrowany przez biskupa Adama Śmigielskiego 3 grudnia 2000 r.

## Ulice
| Ksawera i Koszelew - Andrzeja Wajdy (d. 15 Grudnia ,(d. Wąska)) - Cynkowa - Filtrowa - Kolejowa - Koszelew (d. część Zawadzkiego) - Paryska (d. Ormowców) - Podskarpie - Siemońska (d. J. Marchlewskiego) - Spacerowa - Wisławy Szymborskiej (dawniej Wawrzyńca Stalickiego) - Stawowa - Staszica, Stanisława - Środkowa - Wąska - Żwirki i Wigury | Zielona - Kręta - Nowa - Prosta - Wiejska - Zaciszna - Zielona. |